# Antoni Cubell
Antoni Cubell (Oristany 1396- maig de 1463) fou el fill i successor de Lleonard Cubell com a marquès d'Oristany i comte del Goceà, així com pretendent al tron d'Arborea el 1427. Es va casar el 1451 amb Leonor de Cardona (morta el 1455), filla de Ramon Folc senyor de Bellpuig i de Catalina de Centelles.